# Hongrie aux Jeux olympiques d'été de 2024
La Hongrie participe aux Jeux olympiques de 2024 à Paris. Il s'agit de sa 28e participation à des Jeux olympiques d'été.
La handballeuse Blanka Böde-Bíró et le judoka Krisztián Tóth sont nommés porte-drapeau de la délégation en juillet 2024.

## Nombre d’athlètes qualifiés par sport
Voici la liste des qualifiés et sélectionnés hongrois par sport (remplaçants compris) :
| Sport                                              | Hommes | Femmes | Total |
| -------------------------------------------------- | ------ | ------ | ----- |
| Athlétisme                                         | 6      | 12     | 18    |
| Aviron                                             | 1      | 0      | 1     |
| Boxe                                               | 2      | 1      | 3     |
| Canoë-kayak                                        | 9      | 7      | 16    |
| Cyclisme                                           | 1      | 1      | 2     |
| Équitation                                         | 1      | 0      | 1     |
| Escrime                                            | 9      | 6      | 15    |
| Gymnastique                                        | 1      | 4      | 5     |
| Handball                                           | 17     | 17     | 34    |
| Judo                                               | 4      | 3      | 7     |
| Lutte                                              | 4      | 1      | 5     |
| Sports aquatiques • Natation sportive • Water-polo | 12 13  | 11 13  | 23 26 |
| Pentathlon moderne                                 | 2      | 2      | 4     |
| Taekwondo                                          | 2      | 1      | 3     |
| Tennis                                             | 2      | 0      | 2     |
| Tennis de table                                    | 1      | 2      | 3     |
| Tir                                                | 2      | 3      | 5     |
| Triathlon                                          | 2      | 1      | 3     |
| Voile                                              | 1      | 1      | 2     |
| Total                                              | 92     | 86     | 178   |

## Bilan général
| Place | Sport              | Médaille d'or, Jeux olympiques | Médaille d'argent, Jeux olympiques | Médaille de bronze, Jeux olympiques | Total | Rang pays |
| ----- | ------------------ | ------------------------------ | ---------------------------------- | ----------------------------------- | ----- | --------- |
| 1     | Natation           | 3                              | 1                                  | 1                                   | 5     | 5e        |
| 2     | Escrime            | 1                              | 1                                  | 1                                   | 3     | 7e        |
| 3     | Pentathlon moderne | 1                              | 0                                  | 0                                   | 1     | 1er       |
| 3     | Taekwondo          | 1                              | 0                                  | 0                                   | 1     | 6e        |
| 5     | Canoë-kayak        | 0                              | 4                                  | 3                                   | 7     | 9e        |
| 6     | Athlétisme         | 0                              | 1                                  | 0                                   | 1     | 31e       |
| 7     | Tir                | 0                              | 0                                  | 1                                   | 1     | 13e       |
| Total | Total              | 6                              | 7                                  | 6                                   | 19    | 14e       |

| Jour       | Médaille d'or, Jeux olympiques | Médaille d'argent, Jeux olympiques | Médaille de bronze, Jeux olympiques | Total |
| ---------- | ------------------------------ | ---------------------------------- | ----------------------------------- | ----- |
| 26 juillet | 0                              | 0                                  | 0                                   | 0     |
| 27 juillet | 0                              | 0                                  | 1                                   | 1     |
| 28 juillet | 0                              | 0                                  | 0                                   | 0     |
| 29 juillet | 0                              | 0                                  | 0                                   | 0     |
| 30 juillet | 0                              | 0                                  | 0                                   | 0     |
| 31 juillet | 0                              | 2                                  | 0                                   | 2     |
| 1er août   | 1                              | 0                                  | 0                                   | 1     |
| 2 août     | 1                              | 0                                  | 0                                   | 1     |
| 3 août     | 1                              | 0                                  | 1                                   | 2     |
| 4 août     | 0                              | 1                                  | 0                                   | 1     |
| 5 août     | 0                              | 0                                  | 0                                   | 0     |
| 6 août     | 0                              | 0                                  | 0                                   | 0     |
| 7 août     | 0                              | 0                                  | 0                                   | 0     |
| 8 août     | 0                              | 0                                  | 1                                   | 1     |
| 9 août     | 2                              | 2                                  | 2                                   | 6     |
| 10 août    | 0                              | 2                                  | 1                                   | 3     |
| 11 août    | 1                              | 0                                  | 0                                   | 1     |
| Total      | 6                              | 7                                  | 6                                   | 19    |

| Sexe   | Médaille d'or, Jeux olympiques | Médaille d'argent, Jeux olympiques | Médaille de bronze, Jeux olympiques | Total |
| ------ | ------------------------------ | ---------------------------------- | ----------------------------------- | ----- |
| Hommes | 4                              | 5                                  | 2                                   | 11    |
| Femmes | 2                              | 2                                  | 4                                   | 8     |
| Mixte  | 0                              | 0                                  | 0                                   |       |
| Total  | 6                              | 7                                  | 6                                   | 19    |

## Médaillés
Légende
- Hommes
- Femmes
- Mixte

### Médailles d'or
| Sport              | Discipline / Épreuve | Discipline / Épreuve  | Athlète(s)                                                | Performance                            | Date     |
| ------------------ | -------------------- | --------------------- | --------------------------------------------------------- | -------------------------------------- | -------- |
| Natation           | 200 m dos            | Compétition masculine | Hubert Kos                                                | 1 min 54 s 26                          | 1er août |
| Natation           | 100 m papillon       | Compétition masculine | Kristóf Milák                                             | 49 s 50                                | 3 août   |
| Natation           | 10 km en eau libre   | Compétition masculine | Kristóf Rasovszky                                         | 1 h 50 min 52 s 7                      | 9 août   |
| Escrime            | Épée par équipes     | Compétition masculine | Máté Tamás Koch Tibor Andrásfi Gergely Siklósi Dávid Nagy | 26 - 25 contre Japon                   | 2 août   |
| Taekwondo          | Moins de 67 kg       | Compétition féminine  | Viviana Márton                                            | 7 - 1, 4 - 2 contre Aleksandra Perišić | 9 août   |
| Pentathlon moderne | Compétition          | Compétition féminine  | Michelle Gulyás                                           | 1461 points                            | 11 août  |

### Médailles d'argent
| Sport       | Discipline / Épreuve | Discipline / Épreuve  | Athlète(s)                                                 | Performance                 | Date       |
| ----------- | -------------------- | --------------------- | ---------------------------------------------------------- | --------------------------- | ---------- |
| Natation    | 200 m papillon       | Compétition masculine | Kristóf Milák                                              | 1 min 51 s 75               | 31 juillet |
| Escrime     | Sabre par équipes    | Compétition masculine | Áron Szilágyi Csanád Gémesi András Szatmári Krisztián Rabb | 41 - 45 contre Corée du Sud | 31 juillet |
| Athlétisme  | Lancer du marteau    | Compétition masculine | Bence Halász                                               | 73,91 m                     | 4 août     |
| Canoë-kayak | K2 500 m             | Compétition féminine  | Tamara Csipes Alida Dóra Gazsó                             | 1 min 39 s 39               | 9 août     |
| Canoë-kayak | K2 500 m             | Compétition masculine | Bence Nádas Sándor Tótka                                   | 1 min 27 s 15               | 9 août     |
| Canoë-kayak | K1 500 m             | Compétition féminine  | Tamara Csipes                                              | 1 min 44 s 48               | 10 août    |
| Canoë-kayak | K1 1000 m            | Compétition masculine | Ádám Varga                                                 | 3 min 24 s 76               | 10 août    |

### Médailles de bronze
| Sport       | Discipline / Épreuve | Discipline / Épreuve  | Athlète(s)                                          | Performance                  | Date       |
| ----------- | -------------------- | --------------------- | --------------------------------------------------- | ---------------------------- | ---------- |
| Escrime     | Épée individuelle    | Compétition féminine  | Eszter Muhari                                       | 15 - 14 contre Nelli Differt | 27 juillet |
| Tir         | Pistolet à 25 m      | Compétition féminine  | Veronika Major                                      | 31 points                    | 3 août     |
| Canoë-kayak | K4 500 m             | Compétition féminine  | Noémi Pupp Sára Fojt Tamara Csipes Alida Dóra Gazsó | 1 min 32 s 93                | 8 août     |
| Canoë-kayak | K2 500 m             | Compétition féminine  | Tamara Csipes Alida Dóra Gazsó                      | 1 min 39 s 39                | 9 août     |
| Canoë-kayak | K1 1000 m            | Compétition masculine | Bálint Kopasz                                       | 3 min 25 s 68                | 10 août    |
| Natation    | 10 km en eau libre   | Compétition masculine | Dávid Betlehem                                      | 1 h 51 min 9 s 0             | 9 août     |

## Résultats

### Athlétisme

#### Hommes
| Athlète          | Épreuve      | Premier tour (ou tour préliminaire) | Premier tour (ou tour préliminaire) | Repêchage (ou premier tour) | Repêchage (ou premier tour) | Demi-finale | Demi-finale | Finale          | Finale  |
| Athlète          | Épreuve      | Temps                               | Rang                                | Temps                       | Rang                        | Temps       | Rang        | Temps           | Rang    |
| ---------------- | ------------ | ----------------------------------- | ----------------------------------- | --------------------------- | --------------------------- | ----------- | ----------- | --------------- | ------- |
| Attila Molnár    | 400 m        | 45 s 24                             | 6e                                  | 45 s 45                     | 3e                          | Éliminé     | Éliminé     | Éliminé         | Éliminé |
| Máté Helebrandt  | 20 km marche | Non disputé                         | Non disputé                         | Non disputé                 | Non disputé                 | Non disputé | Non disputé | 1 h 27 min 17 s | 44e     |
| Bence Venyercsán | 20 km marche | Non disputé                         | Non disputé                         | Non disputé                 | Non disputé                 | Non disputé | Non disputé | 1 h 29 min 14 s | 46e     |

| Athlète      | Épreuve           | Qualification | Qualification | Finale      | Finale                             |
| Athlète      | Épreuve           | Performance   | Rang          | Performance | Rang                               |
| ------------ | ----------------- | ------------- | ------------- | ----------- | ---------------------------------- |
| Bence Halász | Lancer du marteau | 76,90 m       | 6e            | 79,97 m     | Médaille d'argent, Jeux olympiques |
| Dániel Rába  | Lancer du marteau | 72,29 m       | 21e           | Éliminé     | Éliminé                            |
| Donát Varga  | Lancer du marteau | 71,65 m       | 25e           | Éliminé     | Éliminé                            |

#### Femmes
| Athlète                 | Épreuve      | Premier tour (ou tour préliminaire) | Premier tour (ou tour préliminaire) | Repêchage (ou premier tour) | Repêchage (ou premier tour) | Demi-finale | Demi-finale | Finale          | Finale   |
| Athlète                 | Épreuve      | Temps                               | Rang                                | Temps                       | Rang                        | Temps       | Rang        | Temps           | Rang     |
| ----------------------- | ------------ | ----------------------------------- | ----------------------------------- | --------------------------- | --------------------------- | ----------- | ----------- | --------------- | -------- |
| Boglárka Takács         | 100 m        | 11 s 10 RN                          | 3e                                  | Exemptée                    | Exemptée                    | 11 s 26     | 7e          | Éliminée        | Éliminée |
| Boglárka Takács         | 200 m        | 23 s 16                             | 6e                                  | 23 s 05                     | 2e                          | Éliminée    | Éliminée    | Éliminée        | Éliminée |
| Viktória Wagner-Gyürkés | 5 000 m      | 15 min 48 s 24                      | 18e                                 | Non disputé                 | Non disputé                 | Non disputé | Non disputé | Éliminée        | Éliminée |
| Greta Kerekes           | 100 m haies  | 13 s 50                             | 7e                                  | 13 s 20                     | 5e                          | Éliminée    | Éliminée    | Éliminée        | Éliminée |
| Luca Kozak              | 100 m haies  | 13 s 11                             | 6e                                  | 12 s 96 SB                  | 3e                          | Éliminée    | Éliminée    | Éliminée        | Éliminée |
| Rita Recsei             | 20 km marche | Non disputé                         | Non disputé                         | Non disputé                 | Non disputé                 | Non disputé | Non disputé | 1 h 34 min 39 s | 33e      |
| Viktória Madarász       | 20 km marche | Non disputé                         | Non disputé                         | Non disputé                 | Non disputé                 | Non disputé | Non disputé | 1 h 41 min 21 s | 42e      |

| Athlète       | Épreuve           | Qualification | Qualification | Finale      | Finale   |
| Athlète       | Épreuve           | Performance   | Rang          | Performance | Rang     |
| ------------- | ----------------- | ------------- | ------------- | ----------- | -------- |
| Hanga Klekner | Saut à la perche  | 4,40 m        | 25e           | Éliminée    | Éliminée |
| Petra Farkas  | Saut en longueur  | 6,40 m        | 21e           | Éliminée    | Éliminée |
| Réka Gyurátz  | Lancer du marteau | 64,77 m       | 30e           | Éliminée    | Éliminée |

| Athlètes      | Épreuve  | 100 m H | SH     | LP      | 200 m   | SL     | LJ      | 800 m         | Total | Rang |
| ------------- | -------- | ------- | ------ | ------- | ------- | ------ | ------- | ------------- | ----- | ---- |
| Xénia Krizsán | Résultat | 13 s 61 | 1,77 m | 13,89 m | 24 s 92 | 6,03 m | 49,52 m | 2 min 6 s 27  | 6 386 | 7e   |
| Xénia Krizsán | Points   | 1034    | 941    | 787     | 894     | 859    | 851     | 1020          | 6 386 | 7e   |
| Rita Nemes    | Résultat | 13 s 82 | 1,77 m | 13,64 m | 25 s 61 | 5,88 m | 43,64 m | 2 min 10 s 10 | 6 060 | 18e  |
| Rita Nemes    | Points   | 1004    | 941    | 770     | 832     | 813    | 737     | 963           | 6 060 | 18e  |

#### Mixte
| Athlètes                      | Épreuve      | Premier tour | Premier tour | Finale         | Finale |
| Athlètes                      | Épreuve      | Temps        | Rang         | Temps          | Rang   |
| ----------------------------- | ------------ | ------------ | ------------ | -------------- | ------ |
| Bence Venyercsán Barbara Olah | 35 km marche | Non disputé  | Non disputé  | 3 h 5 min 18 s | 21e    |

### Boxe
| Athlète        | Catégorie               | 16e de finale       | 8e de finale        | Quart de finale     | Demi-finale         | Finale              | Rang |
| Athlète        | Catégorie               | Adversaire Résultat | Adversaire Résultat | Adversaire Résultat | Adversaire Résultat | Adversaire Résultat | Rang |
| -------------- | ----------------------- | ------------------- | ------------------- | ------------------- | ------------------- | ------------------- | ---- |
| Richárd Kovács | Poids légers (-63,5 kg) | Exempté             | Garside V 5 - 0     | Oumiha D 0 - 5      | Éliminé             | Éliminé             | 5e   |
| Pylyp Akilov   | Poids moyens (-80 kg)   | Exempté             | Khyzhniak D 0 - 4   | Éliminé             | Éliminé             | Éliminé             | 9e   |

| Athlète     | Catégorie              | 16e de finale       | 8e de finale        | Quart de finale     | Demi-finale         | Finale              | Rang |
| Athlète     | Catégorie              | Adversaire Résultat | Adversaire Résultat | Adversaire Résultat | Adversaire Résultat | Adversaire Résultat | Rang |
| ----------- | ---------------------- | ------------------- | ------------------- | ------------------- | ------------------- | ------------------- | ---- |
| Luca Hámori | Poids welters (-66 kg) | Walsh V 4 - 1       | Williamson V 5 - 0  | Khelif D 0 - 5      | Éliminée            | Éliminée            | 5e   |

### Canoë-kayak

#### Course en ligne
| Athlète(s)                                                  | Compétition | Séries        | Séries | Quarts de finale | Quarts de finale | Demi-finale   | Demi-finale | Finale A, B, C | Finale A, B, C                      |
| Athlète(s)                                                  | Compétition | Temps         | Rang   | Temps            | Rang             | Temps         | Rang        | Temps          | Rang                                |
| ----------------------------------------------------------- | ----------- | ------------- | ------ | ---------------- | ---------------- | ------------- | ----------- | -------------- | ----------------------------------- |
| Balázs Adolf                                                | C1 1 000 m  | 3 min 48 s 21 | 3e     | 3 min 53 s 65    | 1er              | 3 min 46 s 61 | 4e          | 3 min 49 s 83  | 7e                                  |
| Dániel Fejes                                                | C1 1 000 m  | 3 min 56 s 00 | 4e     | 3 min 47 s 88    | 1er              | 3 min 47 s 83 | 5e          | 3 min 50 s 22  | 11e                                 |
| Balázs Adolf Jonatán Hajdu                                  | C2 500 m    | 1 min 40 s 02 | 4e     | 1 min 40 s 95    | 2e               | 1 min 39 s 57 | 2e          | 1 min 41 s 66  | 6e                                  |
| Ádám Varga                                                  | K1 1 000 m  | 3 min 28 s 56 | 1er    | Exempté          | Exempté          | 3 min 27 s 92 | 1er         | 3 min 24 s 76  | Médaille d'argent, Jeux olympiques  |
| Bálint Kopasz                                               | K1 1 000 m  | 3 min 26 s 44 | 1er    | Exempté          | Exempté          | 3 min 28 s 76 | 1er         | 3 min 25 s 86  | Médaille de bronze, Jeux olympiques |
| Bence Nádas Sándor Tótka                                    | K2 500 m    | 1 min 29 s 08 | 2e     | Exemptés         | Exemptés         | 1 min 28 s 38 | 2e          | 1 min 38 s 15  | Médaille d'argent, Jeux olympiques  |
| Bence Nádas Kolos Attila Csizmadia Istvan Kuli Sándor Tótka | K4 500 m    | 1 min 21 s 18 | 2e     | Non disputé      | Non disputé      | 1 min 21 s 07 | 2e          | 1 min 21 s 99  | 7e                                  |

| Athlète(s)                                          | Compétition | Séries        | Séries | Quarts de finale | Quarts de finale | Demi-finale   | Demi-finale | Finale A, B, C | Finale A, B, C                      |
| Athlète(s)                                          | Compétition | Temps         | Rang   | Temps            | Rang             | Temps         | Rang        | Temps          | Rang                                |
| --------------------------------------------------- | ----------- | ------------- | ------ | ---------------- | ---------------- | ------------- | ----------- | -------------- | ----------------------------------- |
| Ágnes Kiss                                          | C1 200 m    | 48 s 00       | 3e     | 47 s 13          | 2e               | 47 s 01       | 8e          | 46 s 54        | 11e                                 |
| Kincső Takács                                       | C1 200 m    | 46 s 60       | 3e     | 47 s 47          | 1er              | 46 s 37       | 4e          | 45 s 68        | 8e                                  |
| Ágnes Kiss Bianka Nagy                              | C2 500 m    | 1 min 56 s 82 | 3e     | 1 min 59 s 89    | 1er              | 1 min 55 s 34 | 2e          | 1 min 54 s 90  | 4e                                  |
| Tamara Csipes                                       | K1 500 m    | 1 min 50 s 21 | 1er    | Exemptée         | Exemptée         | 1 min 48 s 72 | 1er         | 1 min 48 s 44  | Médaille d'argent, Jeux olympiques  |
| Alida Dóra Gazsó                                    | K1 500 m    | 1 min 50 s 78 | 1er    | Exemptée         | Exemptée         | 1 min 49 s 76 | 1er         | 1 min 51 s 13  | 6e                                  |
| Alida Dóra Gazsó Tamara Csipes                      | K2 500 m    | 1 min 42 s 68 | 3e     | 1 min 40 s 57    | 1er              | 1 min 39 s 76 | 3e          | 1 min 39 s 39  | Médaille d'argent, Jeux olympiques  |
| Sára Fojt Noémi Pupp                                | K2 500 m    | 1 min 39 s 44 | 3e     | 1 min 41 s 90    | 3e               | 1 min 39 s 89 | 4e          | 1 min 39 s 46  | Médaille de bronze, Jeux olympiques |
| Tamara Csipes Sára Fojt Alida Dóra Gazsó Noémi Pupp | K4 500 m    | 1 min 33 s 42 | 2e     | Non disputé      | Non disputé      | Exemptées     | Exemptées   | 1 min 32 s 93  | Médaille de bronze, Jeux olympiques |

### Cyclisme

#### Route
| Athlète       | Compétition      | Temps           | Rang |
| ------------- | ---------------- | --------------- | ---- |
| Attila Valter | Course en ligne  | 6 h 20 min 50 s | 4e   |
| Attila Valter | Contre-la-montre | 38 min 45 s 68  | 22e  |

| Athlète    | Compétition     | Temps          | Rang |
| ---------- | --------------- | -------------- | ---- |
| Blanka Vas | Course en ligne | 4 h 0 min 21 s | 4e   |

#### VTT
| Athlète    | Compétition | Temps           | Rang |
| ---------- | ----------- | --------------- | ---- |
| Blanka Vas | Femmes      | 1 h 31 min 42 s | 10e  |

### Équitation
| Athlète          | Cheval               | Compétition | Dressage  | Dressage | Cross-country | Cross-country | Cross-country | Saut d'obstacles | Saut d'obstacles | Saut d'obstacles | Saut d'obstacles | Saut d'obstacles | Saut d'obstacles | Total     | Total |
| Athlète          | Cheval               | Compétition | Dressage  | Dressage | Cross-country | Cross-country | Cross-country | Qualification    | Qualification    | Qualification    | Finale           | Finale           | Finale           | Total     | Total |
| Athlète          | Cheval               | Compétition | Pénalités | Rang     | Pénalités     | Total         | Rang          | Pénalités        | Total            | Rang             | Pénalités        | Total            | Rang             | Pénalités | Rang  |
| ---------------- | -------------------- | ----------- | --------- | -------- | ------------- | ------------- | ------------- | ---------------- | ---------------- | ---------------- | ---------------- | ---------------- | ---------------- | --------- | ----- |
| Balázs Kaizinger | Herr Cooles Classico | Individuel  | 45,80     | 62e      | 16,00         | 71,80         | 45e           | 10,00            | 71,80            | 41e              | Non qualifié     | Non qualifié     | Non qualifié     | 71,80     | 41e   |

### Escrime
| Athlète(s)                                                 | Compétition        | 32e de finale       | 16e de finale       | 8e de finale        | Quarts de finale    | Demi-finale         | Finale               | Rang                               |
| Athlète(s)                                                 | Compétition        | Adversaire Résultat | Adversaire Résultat | Adversaire Résultat | Adversaire Résultat | Adversaire Résultat | Adversaire Résultat  | Rang                               |
| ---------------------------------------------------------- | ------------------ | ------------------- | ------------------- | ------------------- | ------------------- | ------------------- | -------------------- | ---------------------------------- |
| Tibor Andrásfi                                             | Épée individuelle  | Exempté             | Limardo V 15-10     | Lugo V 13-12        | Vismara V 15-13     | Kanō D 13-14        | El-Sayed D 8-9       | 4e                                 |
| Máté Koch                                                  | Épée individuelle  | Exempté             | Lugo D 10-15        | Éliminé             | Éliminé             | Éliminé             | Éliminé              | 17e                                |
| Gergely Siklósi                                            | Épée individuelle  | Exempté             | Jurka V 15-5        | Loyola D 13-14      | Éliminé             | Éliminé             | Éliminé              | 9e                                 |
| Tibor Andrásfi Máté Koch Gergely Siklósi Dávid Nagy        | Épée par équipes   | Non disputé         | Non disputé         | Non disputé         | Kazakhstan V 45-33  | France V 45-30      | Japon V 26-25        | Médaille d'or, Jeux olympiques     |
| Dániel Dósa                                                | Fleuret individuel | Exempté             | Tolba D 14-15       | Éliminé             | Éliminé             | Éliminé             | Éliminé              | 17e                                |
| Csanád Gémesi                                              | Sabre individuel   | Exempté             | Dershwitz V 15-10   | Ferjani D 14-15     | Éliminé             | Éliminé             | Éliminé              | 16e                                |
| András Szatmári                                            | Sabre individuel   | Exempté             | Apithy D 13-15      | Éliminé             | Éliminé             | Éliminé             | Éliminé              | 25e                                |
| Áron Szilágyi                                              | Sabre individuel   | Exempté             | Arfa D 8-15         | Éliminé             | Éliminé             | Éliminé             | Éliminé              | 18e                                |
| Áron Szilágyi Csanád Gémesi András Szatmári Krisztián Rabb | Sabre par équipes  | Non disputé         | Non disputé         | Non disputé         | Italie V 45-38      | Iran V 45-43        | Corée du Sud D 41-45 | Médaille d'argent, Jeux olympiques |

| Athlète(s)                                               | Compétition        | 32e de finale       | 16e de finale           | 8e de finale        | Quarts de finale    | Demi-finale         | Finale              | Rang                                |
| Athlète(s)                                               | Compétition        | Adversaire Résultat | Adversaire Résultat     | Adversaire Résultat | Adversaire Résultat | Adversaire Résultat | Adversaire Résultat | Rang                                |
| -------------------------------------------------------- | ------------------ | ------------------- | ----------------------- | ------------------- | ------------------- | ------------------- | ------------------- | ----------------------------------- |
| Eszter Muhari                                            | Épée individuelle  | Exemptée            | Tang V 15-10            | Song V 15-6         | Yu V 15-10          | Mallo-Breton D 9-15 | Differt V 15-14     | Médaille de bronze, Jeux olympiques |
| Flóra Pásztor                                            | Fleuret individuel | Exemptée            | Dubrovich V 15-12       | Zhang V 15-5        | Kiefer D 4-15       | Éliminée            | Éliminée            | 8e                                  |
| Anna Márton                                              | Sabre individuel   | Paredes V 15-10     | Martín-Portugués V 15-8 | Pusztai V 15-7      | Kharlan D 7-15      | Éliminée            | Éliminée            | 8e                                  |
| Liza Pusztai                                             | Sabre individuel   | Exemptée            | Battiston V 15-12       | Márton D 7-15       | Éliminée            | Éliminée            | Éliminée            | 13e                                 |
| Luca Szűcs                                               | Sabre individuel   | Exemptée            | Criscio V 15-10         | Ilieva V 15-10      | Balzer D 12-15      | Éliminée            | Éliminée            | 7e                                  |
| Anna Márton Liza Pusztai Luca Szűcs Sugár Katinka Battai | Sabre par équipes  | Non disputé         | Non disputé             | Non disputé         | Japon D 37-45       | Italie V 45-35      | États-Unis D 39-45  | 6e                                  |

### Gymnastique

#### Gymnastique artistique
| Athlète             | Compétition      | Qualifications | Qualifications | Qualifications | Qualifications | Qualifications    | Qualifications | Qualifications | Qualifications | Finale | Finale         | Finale  | Finale | Finale            | Finale     | Finale | Finale |
| Athlète             | Compétition      | Agrès          | Agrès          | Agrès          | Agrès          | Agrès             | Agrès          | Total          | Rang           | Agrès  | Agrès          | Agrès   | Agrès  | Agrès             | Agrès      | Total  | Rang   |
| Athlète             | Compétition      | Sol            | Cheval d'arçon | Anneaux        | Saut           | Barres parallèles | Barre fixe     | Total          | Rang           | Sol    | Cheval d'arçon | Anneaux | Saut   | Barres parallèles | Barre fixe | Total  | Rang   |
| ------------------- | ---------------- | -------------- | -------------- | -------------- | -------------- | ----------------- | -------------- | -------------- | -------------- | ------ | -------------- | ------- | ------ | ----------------- | ---------- | ------ | ------ |
| Krisztofer Mészáros | Concours général | 12,900         | 13,633         | 13,500         | 14,366         | 14,733            | 13,666         | 82,798         | 14e            | 13,933 | 14,100         | 13,400  | 14,400 | 14,300            | 13,766     | 83,899 | 9e     |

| Athlète             | Compétition         | Qualifications | Qualifications      | Qualifications | Qualifications | Qualifications | Qualifications | Finale   | Finale              | Finale   | Finale   | Finale   | Finale   |
| Athlète             | Compétition         | Agrès          | Agrès               | Agrès          | Agrès          | Total          | Rang           | Agrès    | Agrès               | Agrès    | Agrès    | Total    | Rang     |
| Athlète             | Compétition         | Saut           | Barres asymétriques | Poutre         | Sol            | Total          | Rang           | Saut     | Barres asymétriques | Poutre   | Sol      | Total    | Rang     |
| ------------------- | ------------------- | -------------- | ------------------- | -------------- | -------------- | -------------- | -------------- | -------- | ------------------- | -------- | -------- | -------- | -------- |
| Bettina Lili Czifra | Concours général    | 12,966         | 13,933              | 13,233         | 12,600         | 52,732         | 22e            | 12,966   | 13,900              | 11,400   | 12,833   | 51,099   | 21e      |
| Csenge Bácskay      | Saut de cheval      | 13,766         | -                   | -              | -              | -              | 12e            | Éliminée | Éliminée            | Éliminée | Éliminée | Éliminée | Éliminée |
| Zója Székely        | Barres asymétriques | -              | 13,433              | -              | -              | -              | 34e            | Éliminée | Éliminée            | Éliminée | Éliminée | Éliminée | Éliminée |

#### Gymnastique rythmique
| Athlète         | Qualification | Qualification | Qualification | Qualification | Qualification | Qualification | Finale   | Finale   | Finale   | Finale   | Finale   | Finale   |
| Athlète         |               |               |               |               | Total         | Rang          |          |          |          |          | Total    | Rang     |
| --------------- | ------------- | ------------- | ------------- | ------------- | ------------- | ------------- | -------- | -------- | -------- | -------- | -------- | -------- |
| Fanni Pigniczki | 32,650        | 32,600        | 30,450        | 31,650        | 127,350       | 12e           | Éliminée | Éliminée | Éliminée | Éliminée | Éliminée | Éliminée |

### Handball
| Épreuve          | Tour préliminaire   | Tour préliminaire   | Tour préliminaire   | Tour préliminaire   | Tour préliminaire   | Tour préliminaire | Quart de finale     | Demi-finale         | Finale / MB         | Rang |
| Épreuve          | Adversaire Résultat | Adversaire Résultat | Adversaire Résultat | Adversaire Résultat | Adversaire Résultat | Rang              | Adversaire Résultat | Adversaire Résultat | Adversaire Résultat | Rang |
| ---------------- | ------------------- | ------------------- | ------------------- | ------------------- | ------------------- | ----------------- | ------------------- | ------------------- | ------------------- | ---- |
| Tournoi masculin | Égypte D 32 - 35    | Argentine V 35 - 25 | Norvège D 25 - 26   | Danemark D 25 - 28  | France D 20 - 24    | 5e du gr. B       | Éliminés            | Éliminés            | Éliminés            | 10e  |

Équipe masculine de handball :
- 2	- Adrián Sipos : Pivot
- 7	- Bendegúz Bóka : Ailier gauche
- 11 - Patrik Ligetvári : Arrière gauche
- 16 - Roland Mikler : Gardien
- 24 - Gergő Fazekas : Arrière centre
- 26 - Pedro Rodríguez Álvarez : Ailier droit
- 27 - Bence Bánhidi : Pivot
- 30 - Zoltán Szita : Arrière gauche
- 32 - Kristóf Palasics : Gardien
- 33 - Gábor Ancsin : Arrière droit
- 39 - Richárd Bodó : Arrière gauche
- 43 - Zoran Ilić : Arrière droit
- 45 - Miklós Rosta : Pivot
- 61 - László Bartucz : Gardien
- 66 - Máté Lékai : Arrière centre
- 77 - Egon Hanusz : Arrière centre
- 91 - Bence Imre : Ailier droit

| Épreuve         | Tour préliminaire   | Tour préliminaire   | Tour préliminaire   | Tour préliminaire   | Tour préliminaire   | Tour préliminaire | Quart de finale     | Demi-finale         | Finale / MB         | Rang |
| Épreuve         | Adversaire Résultat | Adversaire Résultat | Adversaire Résultat | Adversaire Résultat | Adversaire Résultat | Rang              | Adversaire Résultat | Adversaire Résultat | Adversaire Résultat | Rang |
| --------------- | ------------------- | ------------------- | ------------------- | ------------------- | ------------------- | ----------------- | ------------------- | ------------------- | ------------------- | ---- |
| Tournoi féminin | France D 28 - 31    | Brésil V 25 - 24    | Angola N 31 - 31    | Espagne V 27 - 24   | Pays-Bas D 26 - 30  | 3e du gr. B       | Suède D 32 - 36     | Éliminées           | Éliminées           | 6e   |

Équipe féminine de handball :
- 4	- Petra Füzi-Tóvizi : Pivot
- 6	- Nadine Szöllősi-Schatzl : Ailier gauche
- 11 - Anna Albek : Arrière droit
- 15 - Kinga Debreczeni-Klivinyi : Arrière gauche
- 16 - Blanka Böde-Bíró : Gardienne
- 19 - Gréta Márton : Ailier gauche
- 28 - Nikoletta Papp : Arrière droit
- 31 - Zsófi Szemerey : Gardienne
- 32 - Noémi Pásztor : Pivot
- 38 - Petra Vámos : Arrière centre
- 42 - Katrin Klujber : Arrière droit
- 44 - Gréta Kácsor : Arrière gauche
- 58 - Réka Bordás : Pivot
- 59 - Csenge Kuczora : Arrière gauche
- 61 - Kinga Janurik : Gardienne
- 66 - Viktória Győri-Lukács : Ailier droit
- 77 - Petra Simon : Arrière centre

### Judo
| Athlète        | Catégorie       | 16e de finale       | 8e de finale             | Quart de finale     | Demi-finale         | Repêchage           | Finale / CB         | Rang |
| Athlète        | Catégorie       | Adversaire Résultat | Adversaire Résultat      | Adversaire Résultat | Adversaire Résultat | Adversaire Résultat | Adversaire Résultat | Rang |
| -------------- | --------------- | ------------------- | ------------------------ | ------------------- | ------------------- | ------------------- | ------------------- | ---- |
| Bence Pongrácz | Moins de 66 kg  | Alhassane V 10 - 0  | Abe D 0 - 10             | Éliminé             | Éliminé             | Éliminé             | Éliminé             | 9e   |
| Attila Ungvári | Moins de 81 kg  | Zhubanazar V 1 - 0  | Casse D 0 - 10           | Éliminé             | Éliminé             | Éliminé             | Éliminé             | 9e   |
| Krisztián Tóth | Moins de 90 kg  | Cret D 0 - 10       | Éliminé                  | Éliminé             | Éliminé             | Éliminé             | Éliminé             | 17e  |
| Zsombor Vég    | Moins de 100 kg | Kukolj V 1 - 0      | Sherazadishvili D 10 - 1 | Éliminé             | Éliminé             | Éliminé             | Éliminé             | 9e   |

| Athlète         | Catégorie      | 16e de finale       | 8e de finale               | Quart de finale     | Demi-finale         | Repêchage           | Finale / CB         | Rang |
| Athlète         | Catégorie      | Adversaire Résultat | Adversaire Résultat        | Adversaire Résultat | Adversaire Résultat | Adversaire Résultat | Adversaire Résultat | Rang |
| --------------- | -------------- | ------------------- | -------------------------- | ------------------- | ------------------- | ------------------- | ------------------- | ---- |
| Réka Pupp       | Moins de 52 kg | Exemptée            | Lkhagvasürengiin V 10 - 0  | Giuffrida D 0 - 1   | Non disputé         | Primo V 10 - 0      | Buchard D 0 - 1     | 5e   |
| Szofi Özbas     | Moins de 63 kg | Zachová V 1 - 0     | Beauchemin-Pinard D 0 - 10 | Éliminée            | Éliminée            | Éliminée            | Éliminée            | 9e   |
| Szabina Gercsák | Moins de 70 kg | Caughlan D 0 - 1    | Éliminée                   | Éliminée            | Éliminée            | Éliminée            | Éliminée            | 17e  |

| Athlètes                                                                                       | 16e de finale       | 8e de finale        | Quart de finale     | Demi-finale         | Repêchage           | Finale / CB         | Rang |
| Athlètes                                                                                       | Adversaire Résultat | Adversaire Résultat | Adversaire Résultat | Adversaire Résultat | Adversaire Résultat | Adversaire Résultat | Rang |
| ---------------------------------------------------------------------------------------------- | ------------------- | ------------------- | ------------------- | ------------------- | ------------------- | ------------------- | ---- |
| Bence Pongrácz Réka Pupp Krisztián Tóth Szofi Özbas Zsombor Vég Szabina Gercsák Attila Ungvári | Italie D 1 - 4      | Éliminés            | Éliminés            | Éliminés            | Éliminés            | Éliminés            | 17e  |

### Lutte
| Athlète         | Catégorie       | 8e de finale           | Quart de finale     | Demi-finale         | Repêchage           | Finale / CB         | Rang |
| Athlète         | Catégorie       | Adversaire Résultat    | Adversaire Résultat | Adversaire Résultat | Adversaire Résultat | Adversaire Résultat | Rang |
| --------------- | --------------- | ---------------------- | ------------------- | ------------------- | ------------------- | ------------------- | ---- |
| Ismail Musukaev | Moins de 65 kg  | Akmataliev V 11VSU - 0 | Aliyev V 10VPO - 3  | Amouzad D 0 - 10VSU | Non disputé         | Dudaev D 12 - 13VPO | 5e   |
| Dániel Ligeti   | Moins de 125 kg | Mutuwa V 11VSU - 0     | Akgul D 0 - 8VPO    | Éliminé             | Éliminé             | Éliminé             | 7e   |

| Athlète        | Catégorie      | 8e de finale        | Quart de finale     | Demi-finale         | Repêchage           | Finale / CB         | Rang |
| Athlète        | Catégorie      | Adversaire Résultat | Adversaire Résultat | Adversaire Résultat | Adversaire Résultat | Adversaire Résultat | Rang |
| -------------- | -------------- | ------------------- | ------------------- | ------------------- | ------------------- | ------------------- | ---- |
| Bernadett Nagy | Moins de 76 kg | Reetika D 2 - 12VSU | Éliminée            | Éliminée            | Éliminée            | Éliminée            | 13e  |

| Athlète        | Catégorie      | 8e de finale        | Quart de finale       | Demi-finale         | Repêchage           | Finale / CB           | Rang |
| Athlète        | Catégorie      | Adversaire Résultat | Adversaire Résultat   | Adversaire Résultat | Adversaire Résultat | Adversaire Résultat   | Rang |
| -------------- | -------------- | ------------------- | --------------------- | ------------------- | ------------------- | --------------------- | ---- |
| Zoltán Lévai   | Moins de 77 kg | Akbudak V 2VPO - 1  | Suleymanov D 1 - 1VPO | Éliminé             | Éliminé             | Éliminé               | 7e   |
| Dávid Losonczi | Moins de 87 kg | Huseynov V 5VPO - 2 | Komarov V 2VPO - 2    | Novikov D 1 - 3VPO  | Non disputé         | Bisultanov D 1 - 2VPO | 5e   |

### Natation
| Athlète(s)                                            | Épreuve              | Séries         | Séries      | Demi-finale   | Demi-finale | Finale            | Finale                              |
| Athlète(s)                                            | Épreuve              | Temps          | Rang        | Temps         | Rang        | Temps             | Rang                                |
| ----------------------------------------------------- | -------------------- | -------------- | ----------- | ------------- | ----------- | ----------------- | ----------------------------------- |
| Szebasztián Szabó                                     | 50 m nage libre      | 22 s 12        | 7e          | Éliminé       | Éliminé     | Éliminé           | 24e                                 |
| Nándor Németh                                         | 100 m nage libre     | 47 s 93        | 2e          | 47 s 61       | 2e          | 47 s 50           | 4e                                  |
| Nándor Németh                                         | 200 m nage libre     | DNS            | Éliminé     | Éliminé       | Éliminé     | Éliminé           | Éliminé                             |
| Zalán Sárkány                                         | 400 m nage libre     | 3 min 47 s 33  | 3e          | Non disputé   | Non disputé | Éliminé           | 14e                                 |
| Zalán Sárkány                                         | 800 m nage libre     | 7 min 48 s 90  | 3e          | Non disputé   | Non disputé | Éliminé           | 14e                                 |
| Zalán Sárkány                                         | 1 500 m nage libre   | 14 min 52 s 42 | 8e          | Non disputé   | Non disputé | Éliminé           | 11e                                 |
| Dávid Betlehem                                        | 1 500 m nage libre   | 14 min 45 s 59 | 8e          | Non disputé   | Non disputé | 14 min 40 s 91 RN | 4e                                  |
| Ádám Jászó                                            | 100 m dos            | 53 s 97        | 6e          | Non disputé   | Non disputé | Éliminé           | 19e                                 |
| Hubert Kós                                            | 100 m dos            | 52 s 78 RN     | 1er         | 52 s 98       | 4e          | Éliminé           | 10e                                 |
| Hubert Kós                                            | 200 m dos            | 1 min 57 s 01  | 2e          | 1 min 55 s 96 | 1er         | 1 min 54 s 26     | Médaille d'or, Jeux olympiques      |
| Ádám Telegdy                                          | 200 m dos            | 1 min 57 s 98  | 6e          | 1 min 57 s 58 | 7e          | Éliminé           | 13e                                 |
| Hubert Kós                                            | 100 m papillon       | 51 s 58        | 4e          | 52 s 22       | 8e          | Éliminé           | 16e                                 |
| Kristóf Milák                                         | 100 m papillon       | 50 s 19        | 1er         | 50 s 38       | 1er         | 49 s 90           | Médaille d'or, Jeux olympiques      |
| Kristóf Milák                                         | 200 m papillon       | 1 min 53 s 92  | 1er         | 1 min 52 s 72 | 1er         | 1 min 51 s 75     | Médaille d'argent, Jeux olympiques  |
| Richárd Márton                                        | 200 m papillon       | 1 min 56 s 03  | 6e          | 1 min 55 s 93 | 7e          | Éliminé           | 14e                                 |
| Gábor Zombori                                         | 200 m 4 nages        | DNS            | Éliminé     | Éliminé       | Éliminé     | Éliminé           | Éliminé                             |
| Balázs Hollói                                         | 400 m 4 nages        | 4 min 12 s 20  | 6e          | Non disputé   | Non disputé | Éliminé           | 9e                                  |
| Gábor Zombori                                         | 400 m 4 nages        | 4 min 14 s 88  | 7e          | Non disputé   | Non disputé | Éliminé           | 14e                                 |
| Nándor Németh Szebasztián Szabó Ádám Jászó Hubert Kós | 4 × 100 m nage libre | 3 min 12 s 96  | 4e          | Non disputé   | Non disputé | 3 min 13 s 11     | 8e                                  |
| Dávid Betlehem                                        | 10 km en eau libre   | Non disputé    | Non disputé | Non disputé   | Non disputé | 1 h 51 min 9 s 0  | Médaille de bronze, Jeux olympiques |
| Kristóf Rasovszky                                     | 10 km en eau libre   | Non disputé    | Non disputé | Non disputé   | Non disputé | 1 h 50 min 52 s 7 | Médaille d'or, Jeux olympiques      |

| Athlète(s)                                                     | Épreuve              | Séries         | Séries      | Demi-finale   | Demi-finale | Finale           | Finale   |
| Athlète(s)                                                     | Épreuve              | Temps          | Rang        | Temps         | Rang        | Temps            | Rang     |
| -------------------------------------------------------------- | -------------------- | -------------- | ----------- | ------------- | ----------- | ---------------- | -------- |
| Petra Senánszky                                                | 50 m nage libre      | 25 s 21        | 8e          | Éliminée      | Éliminée    | Éliminée         | 24e      |
| Lilla Minna Ábrahám                                            | 200 m nage libre     | 1 min 57 s 77  | 5e          | 1 min 57 s 78 | 7e          | Éliminée         | 14e      |
| Nikolett Pádár                                                 | 200 m nage libre     | DSQ            | Éliminée    | Éliminée      | Éliminée    | Éliminée         | Éliminée |
| Ajna Késely                                                    | 400 m nage libre     | 4 min 8 s 90   | 7e          | Non disputé   | Non disputé | Éliminée         | 13e      |
| Ajna Késely                                                    | 800 m nage libre     | 8 min 36 s 13  | 6e          | Non disputé   | Non disputé | Éliminée         | 13e      |
| Vivien Jackl                                                   | 1 500 m nage libre   | 16 min 31 s 25 | 6e          | Non disputé   | Non disputé | Éliminée         | 15e      |
| Eszter Szabó-Feltóthy                                          | 200 m dos            | 2 min 9 s 72   | 3e          | 2 min 9 s 41  | 6e          | Éliminée         | 10e      |
| Dóra Molnár                                                    | 200 m dos            | 2 min 10 s 51  | 8e          | 2 min 9 s 83  | 6e          | Éliminée         | 12e      |
| Boglarka Kapas                                                 | 200 m papillon       | 2 min 9 s 28   | 5e          | Éliminée      | Éliminée    | Éliminée         | 14e      |
| Dalma Sebestyén                                                | 200 m 4 nages        | 2 min 15 s 16  | 8e          | Éliminée      | Éliminée    | Éliminée         | 25e      |
| Vivien Jackl                                                   | 400 m 4 nages        | 4 min 44 s 47  | 6e          | Non disputé   | Non disputé | Éliminée         | 14e      |
| Nikolett Pádár Lilla Minna Ábrahám Panna Ugrai Petra Senánszky | 4 × 100 m nage libre | 3 min 37 s 33  | 6e          | Non disputé   | Non disputé | Éliminées        | 10e      |
| Nikolett Pádár Lilla Minna Ábrahám Ajna Késely Panna Ugrai     | 4 × 200 m nage libre | 7 min 52 s 25  | 2e          | Non disputé   | Non disputé | 7 min 50 s 52    | 6e       |
| Bettina Fábián                                                 | 10 km en eau libre   | Non disputé    | Non disputé | Non disputé   | Non disputé | 2 h 4 min 16 s 9 | 5e       |

### Pentathlon moderne
| Athlète     | Compétition | Compétition | Tour de classement | Tour de classement | Tour de classement | Équitation (saut d'obstacles) | Équitation (saut d'obstacles) | Équitation (saut d'obstacles) | Escrime (épée) | Escrime (épée) | Escrime (épée) | Natation (200 m nage libre) | Natation (200 m nage libre) | Natation (200 m nage libre) | Laser-Run (course + tir) | Laser-Run (course + tir) | Laser-Run (course + tir) | Total | Rang |
| Athlète     | Compétition | Compétition | Vict.              | Déf.               | Rang               | Temps                         | Points                        | Rang                          | BR             | Points         | Rang           | Temps                       | Points                      | Rang                        | Temps                    | Points                   | Rang                     | Total | Rang |
| ----------- | ----------- | ----------- | ------------------ | ------------------ | ------------------ | ----------------------------- | ----------------------------- | ----------------------------- | -------------- | -------------- | -------------- | --------------------------- | --------------------------- | --------------------------- | ------------------------ | ------------------------ | ------------------------ | ----- | ---- |
| Balázs Szép | Hommes      | Demi-finale | 18                 | 17                 | 17e                | 59 s 53                       | 293                           | 7e                            | 0              | 215            | 11e            | 2 min 3 s 81                | 303                         | 11e                         | 10 min 12 s 10           | 688                      | 4e                       | 1499  | 7e   |
| Balázs Szép | Hommes      | Finale      | -                  | -                  | -                  | 56 s 59                       | 300                           | 4e                            | 0              | 215            | 13e            | 2 min 5 s 83                | 299                         | 15e                         | 9 min 55 s 29            | 705                      | 8e                       | 1519  | 10e  |
| Csaba Bőhm  | Hommes      | Demi-finale | 13                 | 22                 | 30e                | 61 s 51                       | 300                           | 2e                            | 4              | 194            | 14e            | 1 min 59 s 50               | 311                         | 2e                          | 10 min 4 s 64            | 696                      | 4e                       | 1501  | 8e   |
| Csaba Bőhm  | Hommes      | Finale      | -                  | -                  | -                  | 56 s 91                       | 286                           | 15e                           | 0              | 190            | 18e            | 1 min 58 s 94               | 313                         | 3e                          | 9 min 44 s 87            | 716                      | 3e                       | 1505  | 13e  |

| Athlète         | Compétition | Compétition | Tour de classement | Tour de classement | Tour de classement | Équitation (saut d'obstacles) | Équitation (saut d'obstacles) | Équitation (saut d'obstacles) | Escrime (épée) | Escrime (épée) | Escrime (épée) | Natation (200 m nage libre) | Natation (200 m nage libre) | Natation (200 m nage libre) | Laser-Run (course + tir) | Laser-Run (course + tir) | Laser-Run (course + tir) | Total   | Rang                           |
| Athlète         | Compétition | Compétition | Vict.              | Déf.               | Rang               | Temps                         | Points                        | Rang                          | BR             | Points         | Rang           | Temps                       | Points                      | Rang                        | Temps                    | Points                   | Rang                     | Total   | Rang                           |
| --------------- | ----------- | ----------- | ------------------ | ------------------ | ------------------ | ----------------------------- | ----------------------------- | ----------------------------- | -------------- | -------------- | -------------- | --------------------------- | --------------------------- | --------------------------- | ------------------------ | ------------------------ | ------------------------ | ------- | ------------------------------ |
| Michelle Gulyas | Femmes      | Demi-finale | 24                 | 11                 | 2e                 | 58 s 66                       | 286                           | 16e                           | 2              | 247            | 2e             | 2 min 10 s 39               | 290                         | 2e                          | 12 min 6 s 06            | 574                      | 11e                      | 1397    | 2e                             |
| Michelle Gulyas | Femmes      | Finale      | -                  | -                  | -                  | 62 s 69 300                   | 1er                           | 245                           | 0              | 245            | 2e             | 2 min 12 s 44               | 286                         | 4e                          | 11 min 10 s 01           | 630                      | 7e                       | 1461 RM | Médaille d'or, Jeux olympiques |
| Blanka Guzi     | Femmes      | Demi-finale | 15                 | 20                 | 30e                | 58 s 61                       | 300                           | 5e                            | 0              | 200            | 15e            | 2 min 16 s 93               | 277                         | 9e                          | 11 min 20 s 80           | 2e                       | 620                      | 1396    | 3e                             |
| Blanka Guzi     | Femmes      | Finale      | -                  | -                  | -                  | 56 s 52 300                   | 200                           | 8e                            | 0              | 200            | 17e            | 2 min 16 s 25               | 278                         | 7e                          | 10 min 45 s 48           | 655                      | 1er                      | 1433    | 4e                             |

### Taekwondo
| Athlète       | Catégorie      | 8e de finale        | Quart de finale     | Demi-finale         | Repêchage           | Finale / CB         | Rang |
| Athlète       | Catégorie      | Adversaire Résultat | Adversaire Résultat | Adversaire Résultat | Adversaire Résultat | Adversaire Résultat | Rang |
| ------------- | -------------- | ------------------- | ------------------- | ------------------- | ------------------- | ------------------- | ---- |
| Omar Salim    | Moins de 58 kg | Guzmán V 2 - 1      | Dell'Aquila D 0 - 2 | Éliminé             | Éliminé             | Éliminé             | 9e   |
| Levente Józsa | Moins de 68 kg | Liang D 1 - 2       | Éliminé             | Éliminé             | Éliminé             | Éliminé             | 11e  |

| Athlète        | Catégorie      | 8e de finale        | Quart de finale     | Demi-finale         | Repêchage           | Finale / CB         | Rang                           |
| Athlète        | Catégorie      | Adversaire Résultat | Adversaire Résultat | Adversaire Résultat | Adversaire Résultat | Adversaire Résultat | Rang                           |
| -------------- | -------------- | ------------------- | ------------------- | ------------------- | ------------------- | ------------------- | ------------------------------ |
| Viviana Márton | Moins de 67 kg | Gbagbi V 2 - 1      | Teachout V 2 - 1    | Chaâri V 2 - 0      | Non disputé         | Perišić V 2 - 0     | Médaille d'or, Jeux olympiques |

### Tennis
| Joueur (n° de tête de série) | Compétition | 32e de finale               | 16e de finale       | 8e de finale        | Quarts de finale    | Demi-finale         | Finale / MB         |
| Joueur (n° de tête de série) | Compétition | Adversaire Résultat         | Adversaire Résultat | Adversaire Résultat | Adversaire Résultat | Adversaire Résultat | Adversaire Résultat |
| ---------------------------- | ----------- | --------------------------- | ------------------- | ------------------- | ------------------- | ------------------- | ------------------- |
| Márton Fucsovics             | Hommes      | Nadal D 1-2 (1-6, 6-4, 4-6) | Éliminé             | Éliminé             | Éliminé             | Éliminé             | Éliminé             |
| Fábián Marozsán              | Hommes      | Humbert D 0-2 (3-6, 2-6)    | Éliminé             | Éliminé             | Éliminé             | Éliminé             | Éliminé             |

| Joueurs (n° de tête de série)    | Compétition | 16e de finale                         | 8e de finale         | Quarts de finale     | Demi-finale          | Finale / MB          |
| Joueurs (n° de tête de série)    | Compétition | Adversaires Résultat                  | Adversaires Résultat | Adversaires Résultat | Adversaires Résultat | Adversaires Résultat |
| -------------------------------- | ----------- | ------------------------------------- | -------------------- | -------------------- | -------------------- | -------------------- |
| Márton Fucsovics Fábián Marozsán | Hommes      | Griekspoor / Koolhof D 0-2 (2-6, 3-6) | Éliminés             | Éliminés             | Éliminés             | Éliminés             |

### Tennis de table
| Athlète (n° de tête de série) | Compétition | 32e de finale       | 16e de finale       | 8e de finale        | Quart de finale     | Demi-finale         | Finale / MB         | Rang |
| Athlète (n° de tête de série) | Compétition | Adversaire Résultat | Adversaire Résultat | Adversaire Résultat | Adversaire Résultat | Adversaire Résultat | Adversaire Résultat | Rang |
| ----------------------------- | ----------- | ------------------- | ------------------- | ------------------- | ------------------- | ------------------- | ------------------- | ---- |
| Georgina Póta (36)            | Femmes      | Shan V 4 - 3        | Shin D 1 - 4        | Éliminée            | Éliminée            | Éliminée            | Éliminée            | 17e  |

| Athlètes (n° de tête de série)   | 8e de finale         | Quart de finale      | Demi-finale          | Finale / MB          | Rang |
| Athlètes (n° de tête de série)   | Adversaires Résultat | Adversaires Résultat | Adversaires Résultat | Adversaires Résultat | Rang |
| -------------------------------- | -------------------- | -------------------- | -------------------- | -------------------- | ---- |
| Nandor Ecseki Dóra Madarász (11) | Wong / Doo D 1 - 4   | Éliminés             | Éliminés             | Éliminés             | 9e   |

### Tir
| Athlète      | Compétition                  | Qualification | Qualification | Finale  | Finale  |
| Athlète      | Compétition                  | Points        | Rang          | Points  | Rang    |
| ------------ | ---------------------------- | ------------- | ------------- | ------- | ------- |
| Zalán Pekler | Carabine à 10 m air comprimé | 628,4         | 17e           | Éliminé | Éliminé |
| István Péni  | Carabine à 10 m air comprimé | 628,3         | 18e           | Éliminé | Éliminé |
| Zalán Pekler | Carabine à 50 m 3 positions  | 582-32x       | 32e           | Éliminé | Éliminé |
| István Péni  | Carabine à 50 m 3 positions  | 587-28x       | 21e           | Éliminé | Éliminé |

| Athlète           | Compétition                  | Qualification | Qualification | Finale   | Finale                              |
| Athlète           | Compétition                  | Points        | Rang          | Points   | Rang                                |
| ----------------- | ---------------------------- | ------------- | ------------- | -------- | ----------------------------------- |
| Veronika Major    | Pistolet à 10 m air comprimé | 582           | 1er           | 114      | 8e                                  |
| Sára Ráhel Fábián | Pistolet à 10 m air comprimé | 566           | 33e           | Éliminée | Éliminée                            |
| Veronika Major    | Pistolet à 25 m              | 592           | 1er           | 31       | Médaille de bronze, Jeux olympiques |
| Sára Ráhel Fábián | Pistolet à 25 m              | 582           | 14e           | Éliminée | Éliminée                            |
| Eszter Mészáros   | Carabine à 10 m air comprimé | 628,6         | 15e           | Éliminée | Éliminée                            |
| Eszter Mészáros   | Carabine à 50 m 3 positions  | 577-29x       | 29e           | Éliminée | Éliminée                            |

| Athlètes                    | Compétition                  | Qualification | Qualification | Finale / MB          | Finale / MB |
| Athlètes                    | Compétition                  | Points        | Rang          | Adversaires Résultat | Rang        |
| --------------------------- | ---------------------------- | ------------- | ------------- | -------------------- | ----------- |
| Eszter Mészáros István Péni | Carabine à 10 m air comprimé | 624,7         | 20e           | Éliminés             | Éliminés    |

### Triathlon
| Athlète           | Compétition | Natation (1,5 km) | Transition 1 | Vélo (40 km) | Transition 2 | Course (10 km) | Temps total     | Rang |
| ----------------- | ----------- | ----------------- | ------------ | ------------ | ------------ | -------------- | --------------- | ---- |
| Bence Bicsák      | Hommes      | 20 min 55 s       | 0 min 54 s   | 51 min 35 s  | 0 min 29 s   | 31 min 21 s    | 1 h 45 min 14 s | 16e  |
| Csongor Lehmann   | Hommes      | 21 min 19 s       | 0 min 48 s   | 51 min 16 s  | 0 min 21 s   | 30 min 43 s    | 1 h 44 min 27 s | 11e  |
| Zsanett Bragmayer | Femmes      | 22 min 34 s       | 0 min 56 s   | 58 min 15 s  | 0 min 27 s   | 38 min 12 s    | 2 h 0 min 24 s  | 26e  |

### Voile
Nota : le résultat barré est le plus mauvais de l’athlète concerné. Il n’est pas pris en compte dans le total.
| Athlète        | Compétition | Qualifications | Qualifications | Qualifications | Qualifications | Qualifications | Qualifications | Qualifications | Qualifications | Qualifications | Qualifications | Qualifications | Total net | Rang |
| Athlète        | Compétition | 1              | 2              | 3              | 4              | 5              | 6              | 7              | 8              | 9              | 10             | CM             | Total net | Rang |
| -------------- | ----------- | -------------- | -------------- | -------------- | -------------- | -------------- | -------------- | -------------- | -------------- | -------------- | -------------- | -------------- | --------- | ---- |
| Jonatan Vadnai | Laser       | 16             | 12             | 21             | 13             | 5              | 12             | 8              | 12             | Annulé         | Annulé         | 6              | 84        | 4e   |

| Athlète    | Compétition  | Qualifications | Qualifications | Qualifications | Qualifications | Qualifications | Qualifications | Qualifications | Qualifications | Qualifications | Qualifications | Qualifications | Total net | Rang |
| Athlète    | Compétition  | 1              | 2              | 3              | 4              | 5              | 6              | 7              | 8              | 9              | 10             | CM             | Total net | Rang |
| ---------- | ------------ | -------------- | -------------- | -------------- | -------------- | -------------- | -------------- | -------------- | -------------- | -------------- | -------------- | -------------- | --------- | ---- |
| Mária Érdi | Laser Radial | 20             | 19             | 33             | 14             | 25             | 24             | 14             | 1              | 1              | Annulé         | EL             | 118       | 14e  |

### Water-polo
| Épreuve          | Tour préliminaire   | Tour préliminaire   | Tour préliminaire   | Tour préliminaire   | Tour préliminaire   | Tour préliminaire | Quart de finale          | Demi-finale         | Finale / MB         | Rang |
| Épreuve          | Adversaire Résultat | Adversaire Résultat | Adversaire Résultat | Adversaire Résultat | Adversaire Résultat | Rang              | Adversaire Résultat      | Adversaire Résultat | Adversaire Résultat | Rang |
| ---------------- | ------------------- | ------------------- | ------------------- | ------------------- | ------------------- | ----------------- | ------------------------ | ------------------- | ------------------- | ---- |
| Tournoi masculin | France V 13-12      | Espagne D 7-10      | Japon V 17-10       | Australie D 8-9     | Serbie V 17-13      | 3e du gr. B       | Italie V 12-10 (tab 9-9) | Croatie D 8-9       | États-Unis D 8-11   | 4e   |

Équipe masculine de water-polo :
- 1 - Soma Vogel : Gardien
- 2 - Dániel Angyal : Arrière centre
- 3 - Krisztián Manhercz : Ailier
- 4 - Erik Molnár : Arrière centre
- 5 - Márton Vámos : Ailier
- 6 - Ádám Nagy : Arrière centre
- 7 - Gergő Fekete : Défenseur
- 8 - Gergő Zalánki : Ailier
- 9 - Vince Vigvári : Défenseur
- 10 - Dénes Varga : Ailier
- 11 - Szilárd Jansik  : Défenseur
- 12 - Balázs Hárai : Avant centre
- 13 - Márk Bányai : Gardien

| Épreuve         | Tour préliminaire   | Tour préliminaire   | Tour préliminaire   | Tour préliminaire           | Tour préliminaire | Quart de finale     | Demi-finale         | Finale / MB                | Rang |
| Épreuve         | Adversaire Résultat | Adversaire Résultat | Adversaire Résultat | Adversaire Résultat         | Rang              | Adversaire Résultat | Adversaire Résultat | Adversaire Résultat        | Rang |
| --------------- | ------------------- | ------------------- | ------------------- | --------------------------- | ----------------- | ------------------- | ------------------- | -------------------------- | ---- |
| Tournoi féminin | Pays-Bas V 10-8     | Canada V 12-7       | Chine V 17-11       | Australie D 12-14 (tab 9-9) | 3e du gr. A       | États-Unis D 5-4    | Grèce V 12-9        | Italie V 15-12 (tab 11-11) | 5e   |

Équipe féminine de water-polo :
- 1 - Alda Magyari : Gardienne
- 2 - Dorottya Szilágyi : Ailier
- 3 - Vanda Vályi : Ailier
- 4 - Gréta Gurisatti : Ailier
- 5 - Géraldine Mahieu : Avant centre
- 6 - Rebecca Parkes : Avant centre
- 7 - Brigitta Horváth : Ailier
- 8 - Rita Keszthelyi  : Défenseur
- 9 - Dóra Leimeter : Ailier
- 10 - Natasa Rybanska : Arrière centre
- 11 - Kamilla Faragó : Ailier
- 12 - Krisztina Garda : Arrière centre
- 13 - Boglárka Neszmély : Gardienne